# Área censal de Southeast Fairbanks
El área censal de Southeast Fairbanks (en inglés: Southeast Fairbanks Census Area) es una de las 11 áreas censales del estado estadounidense de Alaska. En el censo del año 2000, el área censal tenía una población de 6,174 habitantes y una densidad poblacional de 0.01 persona por km². El área por ser parte del borough no organizado no posee sede de borough, mientras que las ciudades más grandes son Deltana y Tok.

## Geografía
Según la Oficina del Censo, el área censal tiene un área total de 64 908 km² (25 061 mi²), de la cual 64 270 km² (24 814,7 mi²) es tierra y 638 km² (246,3 mi²) (0.98%) es agua.

### Boroughs y áreas censales adyacentes
- Borough de Fairbanks North Star (noroeste)
- Área censal de Yukón–Koyukuk (norte)
- Área censal de Valdez–Cordova (sur)
- Borough de Matanuska–Susitna (suroeste)
- Borough de Denali (este)

## Demografía
Según el censo de 2000, había 6,174 personas, 2,098 hogares y 1,506 familias residiendo en la localidad. La densidad de población era de 0.01 hab./km². Había 3,225 viviendas con una densidad media de 0.05 viviendas/km². El 78.99% de los habitantes eran blancos, el 1.98% afroamericanos, el 12.71% amerindios, el 0.68% asiáticos, el 0.15% isleños del Pacífico, el 0.73% de otras razas y el 4.76% pertenecía a dos o más razas. El 2.70% de la población eran hispanos o latinos de cualquier raza.

## Localidades
- Alcan Border
- Big Delta
- Chicken
- Delta Junction
- Deltana
- Dot Lake
- Dot Lake Village
- Dry Creek
- Eagle
- Eagle Village
- Fort Greely
- Healy Lake
- Northway
- Northway Junction
- Northway Village
- Tanacross
- Tetlin
- Tok